# El repase
El repase es un óleo sobre lienzo del pintor español Ramón Muñiz realizado en 1888. Actualmente se conserva en el Museo Histórico Militar del Perú en Lima.

## Sobre el autor
Ramón Muñiz fue un conocido pintor español afincado en el Perú desde mediados del siglo XIX, fue a su vez maestro de los destacados pintores peruanos Juan Lepiani, Luis Ugarte y José Otero. Además es autor de diversos bocetos, bodegones, cuadros costumbristas y paisajes peruanos.

## La obra
La obra fue pintada en 1888, pocos años después de terminada la Guerra del Pacífico (1879-1884), conflicto que enfrentó a la república de Chile con las del Perú y Bolivia. Ilustra un momento posterior a la batalla de Huamachuco en que un soldado chileno armado de un fusil Gras con sable-bayoneta, está a punto de ultimar a un herido peruano que es auxiliado por una rabona a la que acompaña un niño de pecho.